# Јениџечифтлик
Јениџечифтлик (тур. Yeniceçiftlik) је насељено место у округу Кешан у вилајету Једрене, Турска. Према попису из 2020. било је 227 становника.
Јениџечифтлик настањују Бошњаци, чији су се преци доселили у првој половини 20. века из Санџака. Село се раније звало Чифтлик